# واریور اسپورتس
واریور اسپورتس، (به انگلیسی: Warrior Sports) شرکت تولید کننده‌ی پوشاک آمریکایی برای فوتبال، لاکراس و هاکی روی یخ است. واریور در سال ۲۰۱۲ وارد بازار فوتبال شد و پوشاک و محصولات تمرینی چندین باشگاه را در سراسر جهان تولید میکند.
این شرکت حامی و تولید کننده‌ی پوشاک چندین باشگاه مطرح از جمله لیورپول، سویا، پورتو و استوک سیتی
در سال ۲۰۱۵ نیو بالانس شرکت مالک واریور اسپورتس تصمیم به حضور در بازار فوتبال گرفت و از این به بعد لباس‌های تیم‌هایی که توسط واریور تولید می‌شد با برند نیو بالانس وارد بازار می‌شود